# Ашах-ан-дер-Донау
Ашах-ан-дер-Донау (нем. Aschach an der Donau) — ярмарочная коммуна (нем. Marktgemeinde) в Австрии, в федеральной земле Верхняя Австрия. 
Входит в состав округа Эфердинг.  Население составляет 2151 человек (на 31 декабря 2006 года). Занимает площадь 6 км². Официальный код  —  40502.

## Политическая ситуация
Бургомистр коммуны — Рудольф Ахлайтнер (СДПА) по результатам выборов 2003 года.
Совет представителей коммуны (нем. Gemeinderat) состоит из 25 мест.
- СДПА занимает 11 мест.
- АНП занимает 6 мест.
- АПС занимает 4 места.
- Зелёные занимают 4 места.